# Carl Ferdinand Hartzer

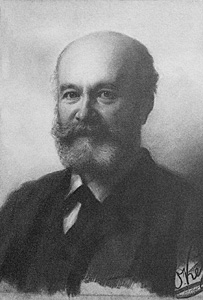
Ferdinand Hartzer

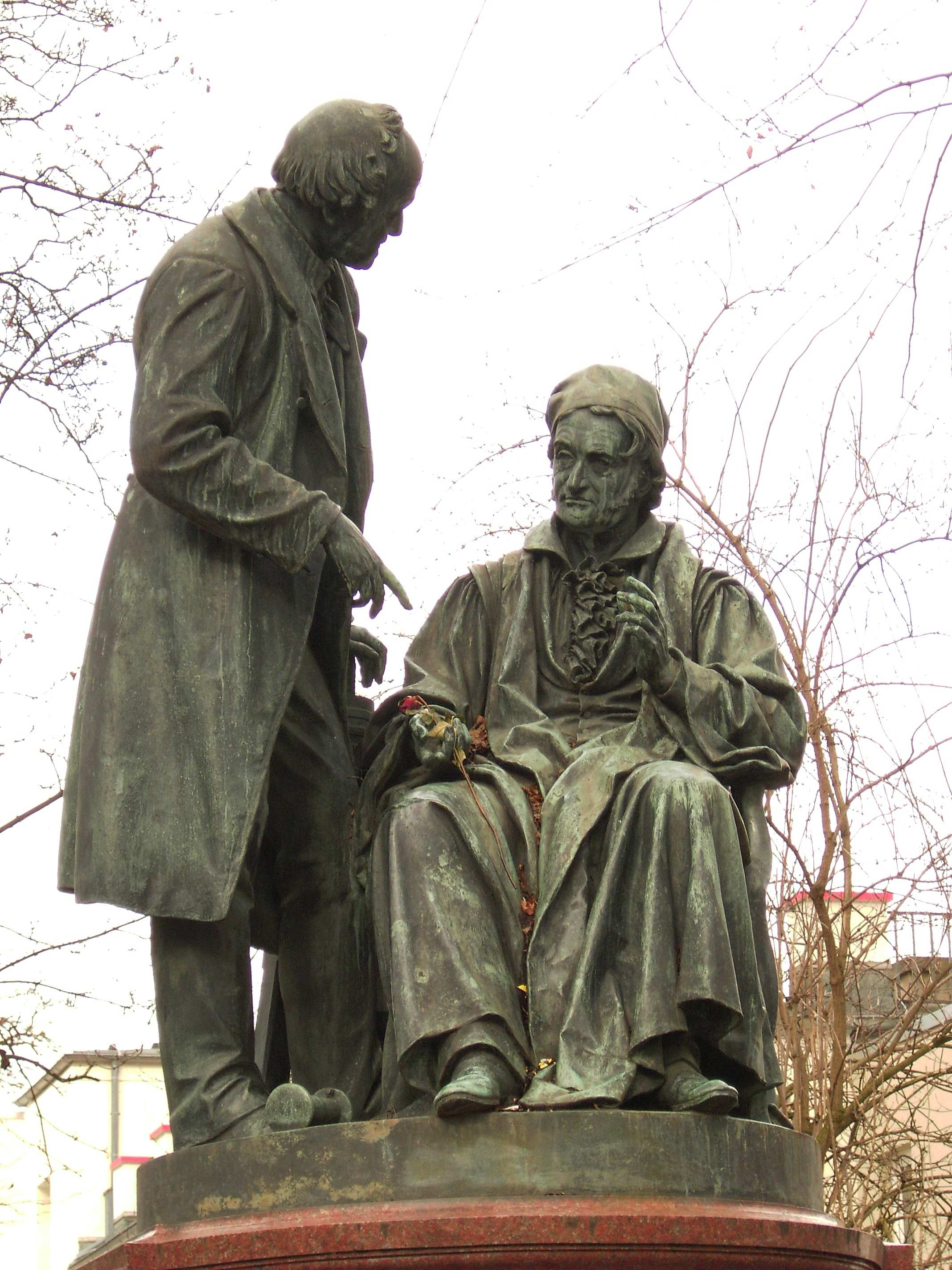
Gauß-Weber-Denkmal i Göttingen

Carl Ferdinand Hartzer, född 22 juni 1838 i Celle, död 27 oktober 1906 i Berlin, var en tysk bildhuggare.
Hartzer studerade efter Polytechnikum 1859–67 vid olika konstakademier och arbetade från 1869 som fri konstnär i Berlin. Han skapade bland annat Mitscherlichminnesmärket, liksom bysterna i Charité av kirurgerna Heinrich Adolf von Bardeleben (1810–85), Franz König (1832–1910), Gustav Simon (1824–76) och av Friedrich Althoff.

## Offentliga verk i urval
- Albrecht Thaer-Denkmal i Celle (1873)
- Heinrich Marschner - staty i Hannover (1877)
- Kreis-Kriegerdenkmal 1870/71 i Gleiwitz/ Schlesien (1874)
- Louis Spohr -  staty i Kassel (1883)
- Friedrich Wöhler - staty i Göttingen (1890)
- Sebastian von Belling, byst, för Berliner Ruhmeshalle
- Bernward av Hildesheim, monument i Hildesheim (1893)
- Eilhard Mitscherlich - monument i Berlin (1894)
- Johannes von Miquel, byst (1898)
- Gauß-Weber-Denkmal i Göttingen (1899)
- Heinrich Albert Oppermann - gravmonument in Nienburg (Weser)
- Hermann Sauppe - byst i Göttingen
- Karl Ewald Hasse - byst i Göttingen